# Jimmy Wilkins (Musiker)
Jimmy Wilkins (* 1921 in St. Louis; † 24. August 2018) war ein US-amerikanischer Jazzposaunist und Bandleader, der auch als Studiomusiker arbeitete.

## Leben und Wirken
Jimmy Wilkins, der jüngere Bruder des Saxophonisten Ernie Wilkins, wuchs in St. Louis auf und spielte in einer Highschoolband, dann in der Band seines Bruders; während des Zweiten Weltkriegs leistete er seinen Wehrdienst in einer Kapelle der Kriegsmarine.  Nach seiner Entlassung kehrte er nach St. Louis zurück, arbeitete bei Ernie Fields und zog dann mit seinem Bruder nach New York City. Er arbeitete in den Orchestern von Eddie Mallory und Erskine Hawkins, die im Savoy Ballroom und im Apollo Theater konzertierten. Nach seiner Rückkehr nach St. Louis spielte er im Jeter-Pillars Orchestra; bis 1949 besuchte er das Wilberforce College in Ohio. Durch Vermittlung von Clark Terry war er von 1951 bis 1953 Mitglied im Count Basie Orchestra, als Basie seine Big Band neu aufbaute. Wilkins spielte in der Posaunengruppe mit Henry Coker und Benny Powell und wirkte u. a. bei Basies Aufnahmen für Clef Records mit. In dieser Zeit nahm er auch mit Willis Jackson und Dizzy Gillespie auf.
Nachdem Wilkins das Angebot erhalten hatte, als Geschäftsführer des Restaurants seines Onkels zu arbeiten, verließ er die Basie-Band. Bereits nach einem Jahr gab er diesen Posten auf und stellte eine eigene Bigband zusammen, die 35 Jahre bestand. Hauptberuflich arbeitete er bis 1981 bei der Post in Detroit. Mit seiner Band begleitete er u. a. durchreisende Solisten wie Nancy Wilson,  Billy Eckstine und Lou Rawls; die Arrangements lieferte Ernie Wilkins. Daneben spielte er in der Formation Funk Brothers, der Hausband des Motown-Labels und wirkte u. a. bei Aufnahmen von The Four Tops, Stevie Wonder, The Temptations, Martha and the Vandellas, Smokey Robinson und Junior Walker mit. 1994 zog er nach Las Vegas, wo er erneut bis Ende der 2000er Jahre mit eigenen Formationen, darunter das Jimmy Wilkins New Life Orchestra, arbeitete.
Es liegen nur wenige Aufnahmen unter eigenem Namen vor, für Pampa Records nahm er mit seinem Orchester die Single Snatchin It Back / Soft Lights auf. Wilkins wirkte außerdem bei Aufnahmen von Clark Terry, Eddie Lockjaw Davis, Wendell Harrison und Jay McShann mit. Noch 2018 war er mit seinem Jimmy Wilkins New Life Orchestra aktiv, das im Stil des Count Basie Orchestra spielte.

## Diskographische Hinweise
- Count Basie Big Band (Clef Records, 1952)
- Air Shots Birdland Vol. 1 (Unique Jazz, 1953)
- Clark Terry's Big-B-a-d-Band Live at the Wichita Jazz Festival 1974
- The Hastings Street Jazz Experience – Detroit Jazz Composers Ltd. (1976)